# 市木町
市木町（いちぎちょう）は、愛知県豊田市の町名。現行行政地名は、市木町1丁目〜市木町10丁目と13の字が存在する。住居表示は行われていない。

## 地理

### 池沼
- 上池

## 世帯数と人口

### 人口の変遷
国勢調査による人口および世帯数の推移。
| 1995年（平成7年）  | 1098世帯 3750人 |  |
| 2000年（平成12年） | 1455世帯 4810人 |  |
| 2005年（平成17年） | 1602世帯 5046人 |  |
| 2010年（平成22年） | 1850世帯 5431人 |  |
| 2015年（平成27年） | 1897世帯 5253人 |  |
| 2020年（令和2年）  | 2000世帯 5159人 |  |

## 学区
市立小・中学校に通う場合、学区は以下の通りとなる。
| 丁目・字       | 番地 | 小学校             | 中学校             |
| -------------- | ---- | ------------------ | ------------------ |
| 市木町（全域） | 全域 | 豊田市立市木小学校 | 豊田市立高橋中学校 |

## 交通
市木町に鉄道は通っていない。最寄駅は名鉄三河線越戸駅か、名鉄三河線豊田市駅（愛知環状鉄道線新豊田駅）となる。

### 公共交通機関
- とよたおいでんバス【25系統】豊田・渋谷線
- 名鉄バス【60系統】矢並線（豊田市〜鞍ヶ池東）
- 名鉄バス【61系統】矢並線（豊田市〜足助）

### 自動車
- 愛知県道343号則定豊田線
- 豊田外環状線

## 施設
- 香良須神社
- かけした公園
- 谷下公園
- 六部塚古墳
- 豊田市立市木小学校
- 市木南公園
- 入山公園
- 桑原公園

### WEB
1. ↑  “愛知県豊田市の町丁・字一覧”.   人口統計ラボ. 2024年2月26日閲覧。
2. 1 2  総務省統計局 (2022年2月10日). “令和2年国勢調査の調査結果(e-Stat) - 男女別人口，外国人人口及び世帯数－町丁・字等” (CSV). 2023年8月2日閲覧。
3. ↑  “愛知県豊田市の郵便番号一覧”.   日本郵便. 2024年2月23日閲覧。
4. ↑  “市外局番の一覧” (PDF).   総務省 (2022年3月1日). 2022年3月22日閲覧。
5. ↑  “ナンバープレートについて”.   一般社団法人愛知県自動車会議所. 2024年1月21日閲覧。
6. ↑  豊田市では全体で住居表示は行われていない。“その他（住民票に関すること）よくある質問”.   豊田市. 2025年5月28日閲覧。
7. ↑  総務省統計局 (2014年3月28日). “平成7年国勢調査の調査結果(e-Stat) - 男女別人口及び世帯数 －町丁・字等” (CSV). 2021年7月20日閲覧。
8. ↑  総務省統計局 (2014年5月30日). “平成12年国勢調査の調査結果(e-Stat) - 男女別人口及び世帯数 －町丁・字等” (CSV). 2021年7月20日閲覧。
9. ↑  総務省統計局 (2014年6月27日). “平成17年国勢調査の調査結果(e-Stat) - 男女別人口及び世帯数 －町丁・字等” (CSV). 2021年7月21日閲覧。
10. ↑  総務省統計局 (2012年1月20日). “平成22年国勢調査の調査結果(e-Stat) - 男女別人口及び世帯数 －町丁・字等” (CSV). 2021年7月21日閲覧。
11. ↑  総務省統計局 (2017年1月27日). “平成27年国勢調査の調査結果(e-Stat) - 男女別人口及び世帯数 －町丁・字等” (CSV). 2021年7月21日閲覧。
12. ↑  “町名別小中学校区”.   豊田市. 2025年6月10日閲覧。